# Mario Mancini
Mario Mancini (* 1935 in Rom) ist ein italienischer Kameramann und Filmregisseur.

## Leben
Mancini arbeitete seit 1960 als Kameramann beim italienischen Genrefilm, ab 1968 als Chefkameramann für meist kostengünstige Kommerzprodukte. Häufig arbeitete er mit dem Regisseur Roberto Mauri bei dessen preisgünstigen Filmen zusammen. Bis zum Ende seiner filmischen Aktivitäten 1974 inszenierte er auch zwei Horrorfilme, darunter das einem Robert H. Oliver zugeschriebene Werk, bei dem er auch die Kamera führte und über dessen wirklichen Regisseur lange Jahre gerätselt wurde.

## Filmografie (Auswahl)
- 1968: Django – den Colt an der Kehle (Chiedi perdono a Dio… non a me)
- 1968: Django – sein letzter Gruß (La vendetta è il mio perdono)
- 1968: Nackt unter Affen (Eva, la Venere selvaggia)
- 1969: 36 Stunden in der Hölle (36 ore all'inferno)
- 1970: Wanted Sabata
- 1971: Arriva Durango… paga o muori
- 1971: …E lo chiamarono Spirito Santo
- 1971: Sein Name war Pot – aber sie nannten ihn Halleluja (Il suo nome er a Pot… ma… lo chiamavano Allegria)
- 1972: Er säte den Tod (Seminò la morte… lo chiamavano ´Il Castigo di Dio`)
- 1972: Frankenstein ’80 (Frankenstein ’80) (Regie, auch Drehbuch mit Ferdinando De Leoni[3])
- 1973: Die Leichenfabrik des Dr. Frankenstein (Terror! Il castello delle donne maledette) (auch Regie)